# MMORTS
MMORTS significa em inglês Massively Multiplayer Online Real-Time Strategy, literalmente Estratégia em tempo real massiva multiplayer online. É um tipo de jogo eletrônico onde um grande número de jogadores simultâneos monta exércitos e disputa espaços através da internet. Exemplo de MMORTS são o  Eve Online, Saga, Ballerium, WorldAlpha, Beyond Protocol Shatered Galaxy, Astro Empires, War of Legends e Age of Empires Online. 